# 長青延線
長青延線（英語：Evergreen Extension），前稱長青線（Evergreen Line），是加拿大卑詩省大溫哥華地區架空列車千禧線的延長段，全長約11公里，連接本拿比、滿地寶和高貴林。此項目的前期工程於2012年初展開，主體工程則從同年中起進行。此延線於2016年12月2日通車，千禧線於當日從本拿比東部的洛歇鎮中心站伸展至高貴林的拉法基湖－道格拉斯站。此延線隸屬運輸聯線，並由承包商卑詩捷運公司（British Columbia Rapid Transit Company）營運，預料乘客量將於2021年達至每天7萬人次。

## 走線
長青延線西起本拿比東部的洛歇鎮中心站，經北道和卡勒道（Clarke Road）上的高架橋駛至本貴林站，離開該站後則轉至一條長約2公里的鑽挖隧道。長青延線在班納公路（Barnet Highway）以東離開隧道，並沿加拿大太平洋鐵路軌道的南面駛至滿地寶中心站，此後則轉至軌道的北面，經內灣中心站駛至高貴林中央站，再轉往高架橋沿松樹徑（Pinetree Way）經林肯站往北伸延至拉法基湖－道格拉斯站。

## 歷史

### 背景及早期規劃
大溫哥華區域局於1970年代審視整個大溫地區的發展方向，並於1975年發表《宜居地區1976/1986》報告（The Livable Region 1976/1986），當中提出興建輕鐵系統連接溫哥華市中心和溫市東區、本拿比南區和新西敏，並於新西敏東部分成兩條支線，分別前往高貴林和素里。項目後來轉交卑詩省政府發展，並從路面輕鐵改為架空列車，首期工程於1985完成，連接溫哥華市中心和新西敏。
架空列車首期路段通車後，當局研究系統延伸方案，並於1990年代初就高貴林延線劃下走線。根據當年的構想，高貴林支線會於皇家橡樹站以東從架空列車首期路段（即現博覽線）分支，再經與帝國街（Imperial Street）平行的電線走廊前往洛歇鎮中心。然而，該走線橫越羅拔·本拿比公園（Robert Burnaby Park），因此招來區內居民反對，方案亦作罷。在此之後，當局專注進行博覽線往素里的延線工程。
到了1990年代中期，大溫區域局制定了《2021年中期交通大綱》，指出區内三條走廊到2006年會達致興建中型鐵路系統的客流量門檻，當中包括百老匯中區至洛歇鎮中心、新西敏至高貴林市中心、和列治文至溫哥華市中心。在地圖上，前兩者連結起來的形狀貌似一個「T」字，因此該兩條走廊合稱「T字線」。卑詩省政府和大溫區域局於1995年同意採用路面輕軌技術而非架空列車技術來興建T字線，但省政府卻於1998年更改計劃，決定在百老匯中區至洛歇鎮中心走廊的東段和新西敏至高貴林市中心走廊的南段興建架空列車線（即現千禧線）。

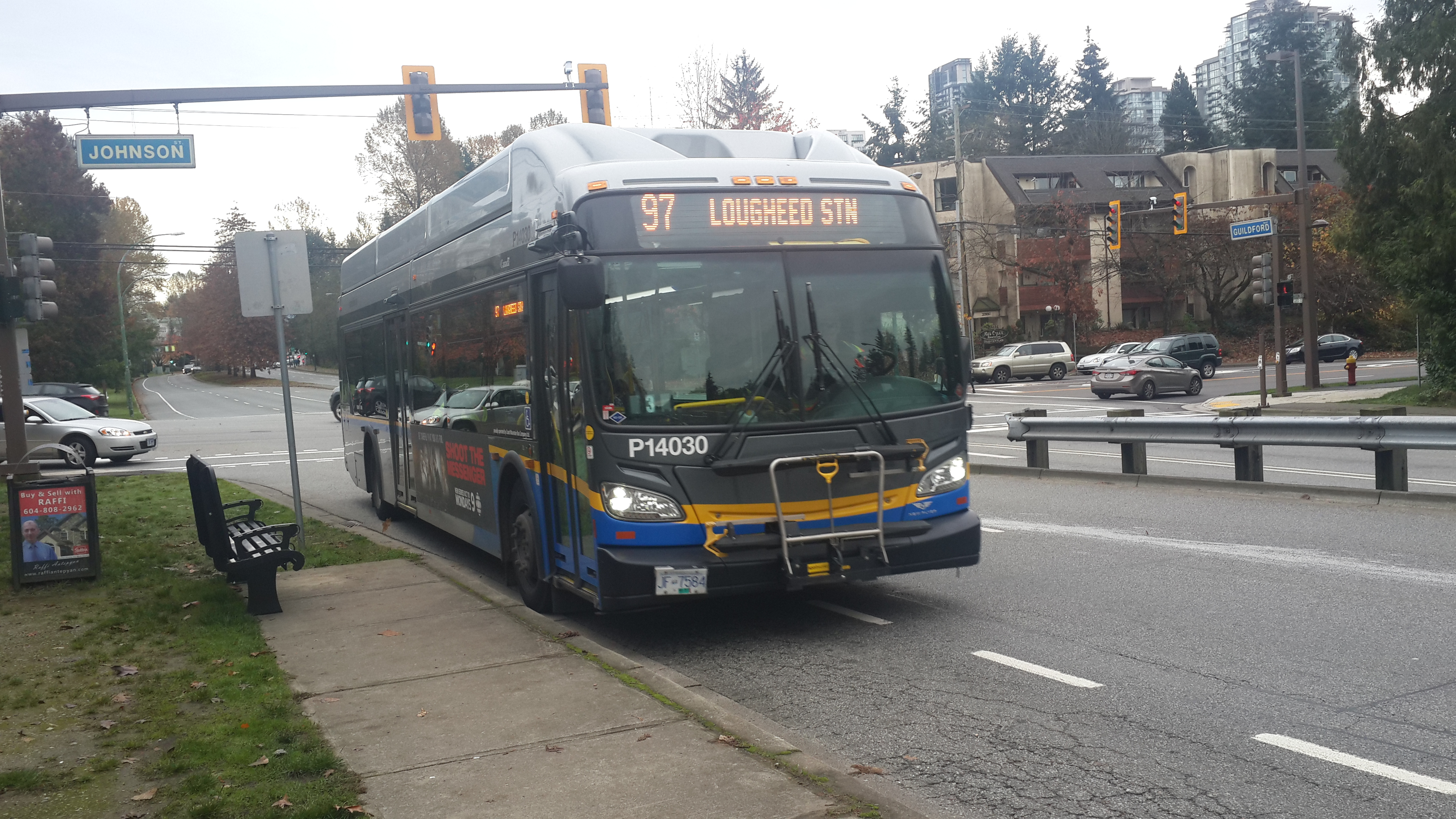
在長青延線通車前，97 B-Line是連接洛歇鎮中心和高貴林的主要公交路線。隨着前者啓用，後者亦功成身退。

省政府又於同期就新西敏至高貴林市中心走廊的餘下路段（即滿地寶－高貴林線）展開規劃程序。然而，由於資金有限，而沿線各城市又就走線出現分歧，當局因此擱置項目。不過，當局仍於千禧線的洛歇鎮中心站為滿地寶－高貴林線設置預留月台。千禧線於2002年通車後，運輸聯線又於同年開設巴士線連接洛歇鎮中心和高貴林市中心，在鐵路服務伸延到該走廊前先為該區提供班次頻密的公共交通服務。

### 落實興建
運輸聯線於2003年就滿地寶－高貴林線項目的走線和模式展開研究，當中考慮了架空列車、路面輕軌、柴油火車和導軌輕級運輸系統（與導向巴士相若）此四種公共交通模式。研究小組又考慮了兩條走線：
- 北走線從洛歇鎮中心出發，經北路和克拉克路進入滿地寶，再經與加拿大太平洋鐵路（CPR）路軌平行的走線進入高貴林；
- 南走線則從千禧線的布雷德站或薩珀頓站出發，經洛歇公路（Lougheed Highway）和與CPR路軌平行的走線進入高貴林。

2004年，運輸聯線通過使用北走線和路面輕軌技術興建滿地寶－高貴林線。項目於2005年12月正式命名為「長青線」；名稱是透過徵名比賽產生。當時運聯預料長青線輕軌會於2009年通車，預算造價約為9億7千萬元（2007年金額）。
省政府和運輸聯線於2008年改變初衷，宣佈長青線項目將放棄採用路面輕軌技術而改為採用架空列車技術，項目造價上調至14億元，通車日期押後至2014年。聯邦政府則於2009年向項目增加3億5千萬元撥款，令聯邦政府提供的撥款總數上升至約4億1700萬元。項目餘下款項由省政府和運輸聯線承擔，但大溫地區各市鎮在往後兩年卻無法就如何為運聯籌措該筆資金達成共識。大溫市鎮長官聯席會後於2011年10月7日通過運聯的運輸項目融資方案，當中包括從2012年4月起將大溫地區內的汽油稅每公升上調兩仙，為長青線項目亮綠燈。

### 工程進展

北道（North Road）上的長青線高架橋工程（攝於2014年3月）

卑詩省政府於2012年1月25日宣佈長青線的前期工程已展開，當中包括清拆沿線部分建築和鋪置地下電纜。同年7月19日，加拿大聯邦政府與高貴林市政府宣佈與高貴林中心商場的東主達成協議，三方以公私合夥模式在商場附近的松樹路與林肯路（Lincoln Avenue）交界處增設長青線林肯站；聯邦政府的撥款約為700萬元。同年12月3日，卑詩省政府決定增購28架龐巴迪公司出產的列車以供長青線及其他路線使用。
2013年3月23日，運輸聯線正式公布長青線六個新車站的官方名稱及各分段工程的時間表，當時預計各工程將於2016年夏天竣工。介乎本貴林站和滿地寶的鑽挖隧道於2014年6月動工，然而該項工程的進度較預期慢，省政府因此於2015年2月宣佈長青線通車日期押後至2016年秋季。另一方面，省政府則於2015年3月宣佈長青線的所有高架橋修建完畢，而鑽挖隧道工程則50%完成。隧道於2015年11月鑽挖完畢，官方同時宣佈將通車日期延後至2017年初。
運輸聯線於2016年初確認長青線將與千禧線固有介乎溫哥華社區學院－克拉克站和洛歇鎮中心站的路段貫通運行，項目名稱遂從「長青線」改為「長青延線」。同年11月7日，省政府宣佈延線通車日期為2016年12月2日。
為準備將長青延線納入現行系統，運輸聯線於2016年10月22日調整博覽線與千禧線行駛路徑。千禧線從當日起僅限來回溫哥華社區學院－克拉克站和洛歇鎮中心站，原有介乎洛歇鎮中心站和新西敏哥倫比亞站的路段則成為博覽線的其中一條支線。長青延線通車後，千禧線的終點站由洛歇鎮中心站延長至位於高貴林的拉法基湖－道格拉斯站，而97 B-Line則於12月19日停駛。

## 車站
長青延線新建路段的車站由西至東如下：
| 車站英文名稱 | 車站中文譯名（非官方） | 所在城鎮 | 車站接駁 | 備註                                           |
| ------------ | ---------------------- | -------- | -------- | ---------------------------------------------- |
| 長青延線     |                        |          |          |                                                |
|              | 洛歇鎮中心站           | 本拿比   | 博覽線   |                                                |
|              | 本貴林站               | 高貴林   |          |                                                |
|              | 滿地寶中心站           | 滿地寶   | 西岸快車 | 原計劃中稱為                                   |
|              | 內灣中心站             | 滿地寶   |          | 原計劃中稱為                                   |
|              | 高貴林中央站           | 高貴林   | 西岸快車 |                                                |
|              | 林肯站                 | 高貴林   |          | 原計劃中不設此站，後因受該區多個商場投訴而增設 |
|              | 拉法基湖－道格拉斯站   | 高貴林   |          | 原計劃中稱為                                   |

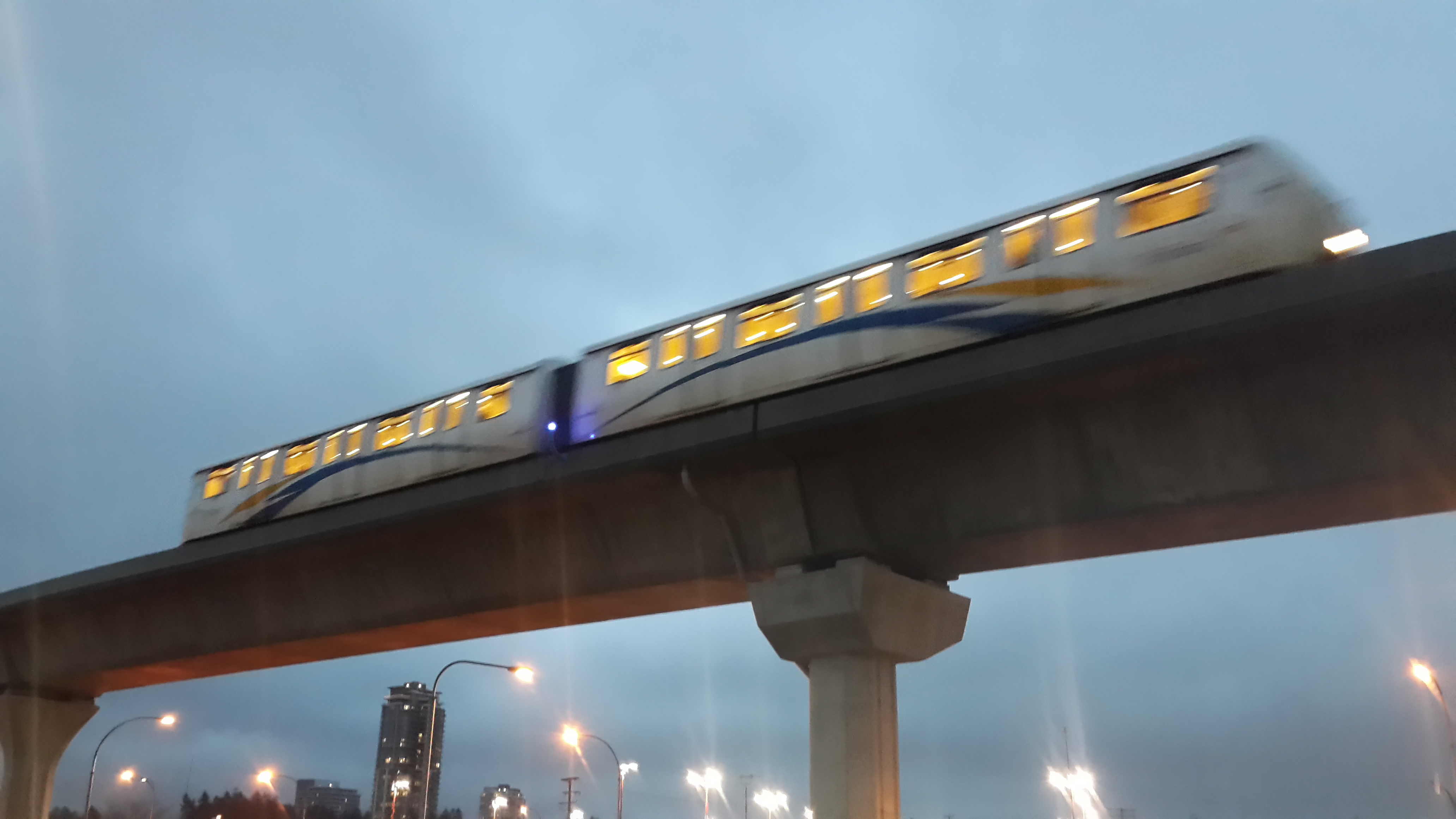
一列天车运行于長青延線

除了上述車站外，當局亦於滿地寶市西部和高貴林市獵鷹路（Falcon Drive）預留空間待日後興建車站，又將於高貴林中央站以西鋪設一小段分支路軌以便日後興建支線前往高貴林港，但這些項目尚未有興建時間表。

### 引用文獻
- (PDF). TransLink. 2006-10-13  [2012-04-13]. （原始内容 (PDF)存档于2010-11-05）.

## 外部連結
- （英文）長青線項目官網 （页面存档备份，存于）